# Dureń (film)
Dureń (ros. Дурак, ang. The Fool) – rosyjski dramat filmowy z 2014 roku w reżyserii Jurija Bykowa, który również był autorem scenariusza. Film na arenie międzynarodowej został po raz pierwszy zaprezentowany na Międzynarodowym Festiwalu Filmowym w Locarno 9 sierpnia 2014, gdzie ubiegał się o nagrodę Złotego Lamparta. Natomiast pierwsza oficjalna prezentacja obrazu odbyła się 6 czerwca 2014 roku na festiwalu Kinotavr w Soczi.
Film zdobył 6 nagród: Jury Młodych, Nagroda Jury Ekumenicznego, Nagroda Specjalna, Srebrny Lampart (MFF w Locarno) oraz Grand Prix, Nagroda Publiczności (Sputnik – Festiwal Filmów Rosyjskich).

## Treść
Bohaterem dramatu jest młody hydraulik Dima Nikitin. Pewnej nocy w jego miejscowości, w hotelu robotniczym dochodzi do pozornie niegroźnej awarii wskutek pękania rur. Na miejscu Nikitin jednak odkrywa, że wielopiętrowy budynek grozi zawaleniem. Alarmuje odpowiednie służby, ale oficjele unikają wzięcia odpowiedzialności za skomplikowaną logistycznie operację. Przy okazji wychodzą na jaw ich wieloletnie zaniedbania, jawne nadużycia oraz wzajemne pretensje i osobiste animozje. Zdesperowany Dima postanawia działać na własną rękę dla uratowania mieszkańców budynku.

## Obsada
Główne role:
- Artiom Bystrow – Dmitrij Nikitin
- Natalja Surkowa – mer miasta Nina Gałaganowa
- Boris Niewzorow – Fiedotow
- Jurij Curiło – Bogaczow
- Kiriłł Połuchin – Matiugin
- Darja Moroz – Masza, żona Dmitrija Nikitina
- Aleksandr Korszunow – ojciec Dmitrija Nikitina
- Olga Samoszyna – matka Dmitrija Nikitina